# Epafras
Epafras je mužské křestní jméno řeckého původu (v originále Ἐπαφρᾶς).
I když se pravděpodobně jedná o zkrácenou variantu jména Epafrodit, nejsou tato jména identická.

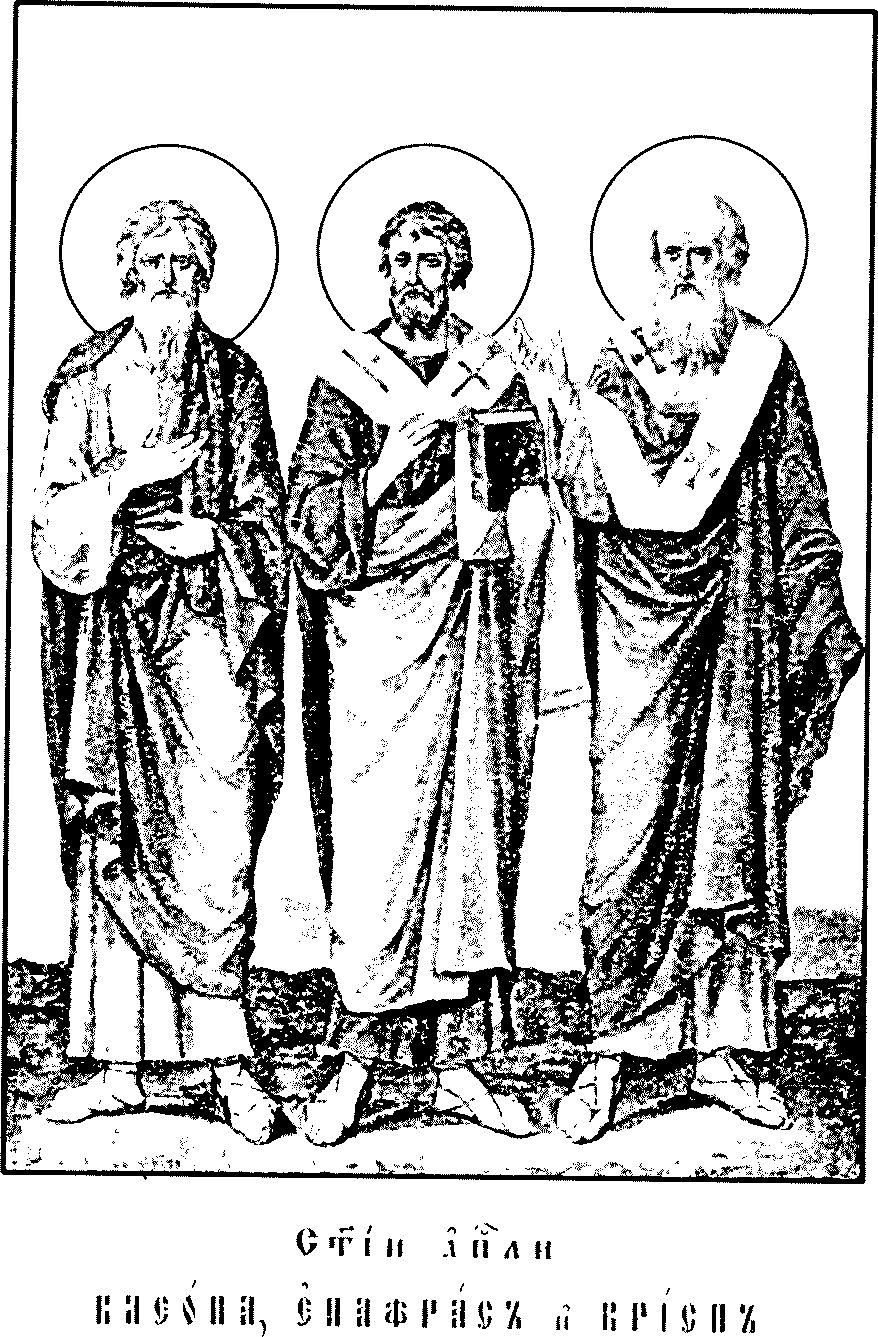
Epafras (uprostřed)

Toto jméno se objevuje celkem třikrát v Novém zákoně v listech apoštola Pavla do Kolos a Filemonovi.
Z epištoly Kolosenským vyplývá, že pravděpodobně právě on založil tento křesťanský sbor a věřící správně vyučil v křesťanské víře Kol 1, 7 (Kral, ČEP). Z oblasti Kolos patrně i pocházel a na tento sbor usilovně myslel v modlitbách, jak vyplývá z jeho pozdravu členům tohoto sboru Kol 4, 12 (Kral, ČEP). Spolu s apoštolem Pavlem byl pravděpodobně i ve vězení Flm 1, 23 (Kral, ČEP).
Podle katolického kalendáře má svátek 19. července. Dle tradice zemřel mučednickou smrtí a je pochován v bazilice Panny Marie Sněžné v Římě.

## Známí nositelé jména
- Epaphras Denga Ndaitwah – namibijský diplomat
- Epaphras Gonçalves Ennes - brazilský profesor, čestný občan [4][5]
- Epafras Shilongo [6]